# Bosque Las Petras
El Bosque Las Petras es un bosque de pantano relicto chileno de 5,63 ha, ubicado al interior de la Base Aérea de Quintero, en la localidad de Loncura, Comuna de Quintero, Región de Valparaíso.
Al Norte del bosque se extiende un sector de pajonal, hábitat de sesenta especies de aves y diversos mamíferos. Al Este del pajonal se encuentra un conchal, evidencia de la presencia de los primeros habitantes de la región, pertenecientes a la Tradición Bato y la Cultura Aconcagua. El bosque, el pajonal y el conchal ocupan una superficie total de 42 ha, que fueron declaradas Santuario de la Naturaleza en 1993.

## Historia
El Bosque Las Petras es un lugar de excepcional belleza escénica. Hacia 1842 Benjamín Vicuña Mackenna relataba sus impresiones sobre el bosque (y las de Luis Cousiño, propietario de la zona a principios del siglo XIX):

“Existe en la extremidad oriental de la vega un delicioso bosquecillo que a la distancia presenta el aspecto de un bouquet de verdura atado sobre las rocas de la playa. Es formado por tres grupos de árboles de poca talla pero de preciosísimo follaje. La patagua enreda sus tersas hojas con el lánguido canelo y el lun enlaza sus menudos brotes con el denso ramaje de la petra: "¡Hé aquí el futuro parque de Quintero!" exclamó al penetrar bajo su sombra por primera vez su generoso y ya desaparecido dueño".

En 1990 se había instalado en las cercanías del bosque la Pesquera Santa Lucía, que extraía las aguas y arrojaba sus desechos a la laguna. Esto provocó que el bosque comenzara a secarse paulatinamente. Los vecinos de Loncura se organizaron y lograron que la autoridad declarase el bosque Santuario de la Naturaleza en 1993, obligando a la empresa a terminar con sus faenas al tiempo después.
A partir de 2009 la Fuerza Aérea de Chile (FACH) puso en marcha el denominado "Proyecto FÉNIX", destinado a convertir a la Base Aérea de Quintero, en la que se encuentra el Bosque, en un nuevo punto estratégico de la Institución en la zona central de Chile, a través de la construcción de una segunda pista de gran longitud, que pudiera ser utilizada para que grandes aviones de línea pudieran aterrizar en caso de incidentes en el Aeropuerto de Santiago. La construcción de esta segunda pista produjo la destrucción de un gran espejo de agua que surtía el Bosque y que hacía parte del humedal. La contaminación acústica que producen los aviones que aterrizan en la Base Aérea ha provocado la migración de las colonias de aves que se alimentaban en el humedal.

## Características

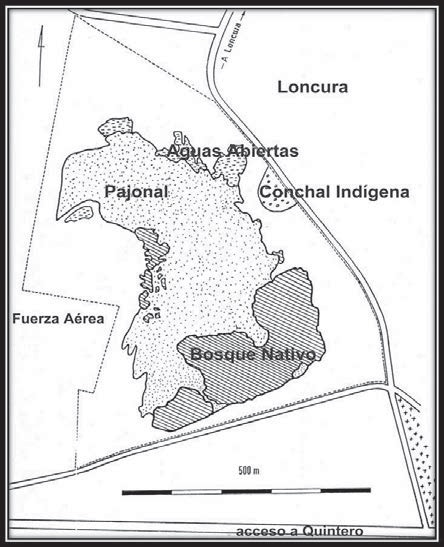
Mapa del Bosque Las Petras

Los bosques relictuales como Las Petras y el Parque nacional Bosque Fray Jorge (ubicado en la Región de Coquimbo) son remanentes de bosques de tiempos geológicos pasados de climas más húmedos. En el caso de Las Petras esto fue posible debido al afloramiento de aguas subterráneas que mantienen la humedad suficiente para el crecimiento del bosque valdiviano.

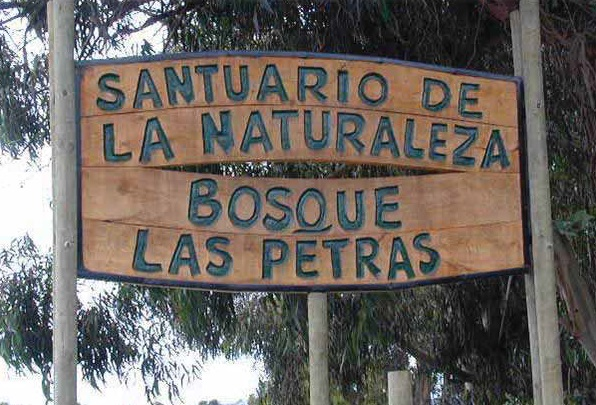
Entrada por calle Camino a Loncura Bajo

### Flora
Entre las especies arbóreas características de Las Petras se pueden citar:
- La petra (Myrceugenia exsucca).
- El canelo (Drimys winteri)
- El peumo (Cryptocarya alba).
- El lun (Escallonia revoluta).

Existe poca regeneración natural de la petra por lo que se piensa que el bosque derivará hacia uno de canelos.

Es remarcable el hecho que la parte más alta del dosel arbóreo se encuentra en su gran mayoría seca. Como posible causa se postuló la contaminación con anhídrido sulfuroso producida por la Fundición Ventanas y cuya chimenea se encuentra a 4 km al NE del área, observándose el mismo efecto en bosques de eucalyptus en los alrededores del área, aunque no existen antecedentes concretos que avalen o descarten esta hipótesis.

Además, se encuentran presentes:
- El "relbún" (Relbunium hypocarpium);
- El "maqui" (Aristotelia chilensis);
- La "zarzaparrilla" (Cissus striata)
- Hypolepis rugosula"; y
- El "costilla de vaca" (Blechnum cordatum).
- Existen además once especies de briofitos o musgos.

La zarzamora (Rubus ulmifolius) y los eucalyptus que crecen en el lugar constituyen una seria amenaza a la flora típica del bosque valdiviano característico de este bosque.

### Fauna
- Coipo (Myocastor coypus)
- Se han podido determinar 59 especies de aves, de las cuales un 56% anidan en el lugar.[7]

### Pajonal y lagunas
- "Totora" (Typha angustifolia);
- "Trome" (Schoenoplectus californicus); y
- "Pangue" (Gunnera tinctoria) y "costilla de vaca" (Blechnum cordatum).

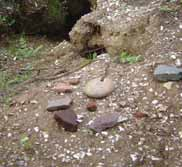
Artefactos encontrados en el Bosque

## Conchal
Al Este del pajonal, en un promontorio visible desde "Camino a Loncura Bajo", hay un conchal que ocupa un área de 4300 m² aproximados. En éste se han encontrado restos de moluscos y bivalvos y fragmentos cerámicos que avalan la hipótesis de un asentamiento perteneciente a la Tradición Bato, la Cultura Aconcagua y sus descendientes.

## Área protegida
El 7 de junio de 1993 fue declarado Santuario de la Naturaleza por el Decreto N° 278 del Ministerio de Educación de Chile.
Junto al Humedal de Mantagua y las Dunas de Ritoque, Las Petras constituye una zona de interés patrimonial natural de Quintero.
Actualmente el bosque se encuentra cerrado al público a la espera de que la autoridad se haga cargo de su administración.